# مكتب حماية الدستور
مكتب حماية الدستور (بالهنغارية: Alkotmányvédelmi Hivatal) (اختصار: AH) هي وكالة الاستخبارات الداخلية لجمهورية هنغاريا وهي متخصصة في مكافحة التجسس (كانت تسمى سابقاً وكالة مكافحة التجسس) و إحباط جهود المخابرات الاجنبية التي تهدد المصالح السياسية و الأمنية و الاقتصادية الهنغارية.

## المهام الرئيسية للوكالة
- مكافحة التجسس الأجنبي بكافة أشكاله.
- اكتشاف المنظمات التخريبية و الإرهابية و التعامل معها.
- مكافحة محاولات اثارة الفوضى و الشغب.
- يزيل المحاولات الخفية لتهديد الأمن الاقتصادي والعلمي والتقني والمالي في هنغاريا والاتجار غير المشروع بالمخدرات والأسلحة.
- إيقاف و إحباط محاولات دخول البلاد بطرق غير مشروعة و تهريب البشر.

يعتبر كلاً من مكتب حماية الدستور و مكتب المعلومات (المخابرات الهنغارية) أهم الوكالات في البلاد وكليهما يتبعان مباشرة مكتب رئيس الوزراء، وهو صاحب صلاحية تعيين رئيس كل جهاز منهما.